# Denis Gourianov
Denis Vladimirovitch Gourianov - en russe : Денис Владимирович Гурьянов et en anglais : Denis Guryanov - (né le 7 juin 1997 à Togliatti en Russie) est un joueur professionnel russe de hockey sur glace. Il évolue au poste d'ailier.

## Biographie

### Carrière en club
Formé au Lada Togliatti, il débute dans la MHL en 2013. Il est sélectionné au premier tour, en 42e position lors du Repêchage d'entrée dans la KHL 2014 par le Lada Togliatti qui conserve ainsi ses droits sur le joueur. Le 4 septembre 2014, il joue son premier match avec le Lada dans la Ligue continentale de hockey face au Iougra Khanty-Mansiïsk. Il est choisi au premier tour, en 12e position par les Stars de Dallas lors du repêchage d'entrée dans la LNH 2015. Le 8 avril 2017, il joue son premier match dans la Ligue nationale de hockey avec les Stars de Dallas face à l'Avalanche du Colorado. Le 10 novembre 2018, il marque son premier but lors de son troisième match dans la LNH face aux Predators de Nashville. 
Le 20 août 2020, il marque quatre buts et une assistance lors d'une victoire 7-3 contre les Flames de Calgary. Il devient le premier joueur de l'histoire des Stars à inscrire quatre buts lors d'un match de séries éliminatoires de la Coupe Stanley.
Le 14 septembre 2020, il marque le but victorieux en prolongation du match 5 face aux Golden Knights de Vegas permettant aux Stars de participer à la finale de la Coupe Stanley pour la première fois depuis 2000.
Le 26 février 2023, Gourianov est échangé aux Canadiens de Montréal contre l'attaquant Ievgueni Dadonov. Dans cette transaction, les Canadiens retiennent 50% du salaire de Dadonov jusqu'à la fin de la présente campagne. Il termine la saison à Montréal avec une récolte de 5 buts et 3 assistances en 23 matchs. Il prend ensuite la route de Nashville en signant, le 11 juillet 2023, un contrat d'une saison et 850 000 $ avec les Predators.
Le 30 juin 2023, il ne reçoit aucune offre de contrat des Canadiens et devient agent libre. Le 11 juillet, il signe un contrat d'un an avec les Predators de Nashville.
Le 8 mars 2024, les Predators échangent Gourianov aux Flyers de Philadelphie en échange de Wade Allison.

### Carrière internationale
Il représente la Russie en sélection jeune.

## Statistiques

### En club
| Saison     | Équipe                 | Ligue      |     | Saison régulière | Saison régulière | Saison régulière | Saison régulière | Saison régulière |   | Séries éliminatoires | Séries éliminatoires | Séries éliminatoires | Séries éliminatoires | Séries éliminatoires |
| Saison     | Équipe                 | Ligue      | PJ  | B                | A                | Pts              | Pun              | PJ               | B | A                    | Pts                  | Pun                  |                      |                      |
| 2013-2014  | Ladia                  | MHL        | 37  | 7                | 9                | 16               | 6                | 6                | 4 | 1                    | 5                    | 14                   |                      |                      |
| 2014-2015  | Ladia                  | MHL        | 23  | 15               | 10               | 25               | 39               | 4                | 3 | 1                    | 4                    | 12                   |                      |                      |
| 2014-2015  | Lada Togliatti         | KHL        | 8   | 0                | 1                | 1                | 2                | -                | - | -                    | -                    | -                    |                      |                      |
| 2015-2016  | Lada Togliatti         | KHL        | 47  | 4                | 1                | 5                | 6                | -                | - | -                    | -                    | -                    |                      |                      |
| 2015-2016  | Ladia                  | MHL        | 7   | 4                | 2                | 6                | 4                | -                | - | -                    | -                    | -                    |                      |                      |
| 2016-2017  | Stars du Texas         | LAH        | 57  | 12               | 15               | 27               | 15               | -                | - | -                    | -                    | -                    |                      |                      |
| 2016-2017  | Stars de Dallas        | LNH        | 1   | 0                | 0                | 0                | 0                | -                | - | -                    | -                    | -                    |                      |                      |
| 2017-2018  | Stars du Texas         | LAH        | 74  | 19               | 15               | 34               | 11               | 16               | 2 | 3                    | 5                    | 0                    |                      |                      |
| 2018-2019  | Stars de Dallas        | LNH        | 21  | 1                | 3                | 4                | 0                | -                | - | -                    | -                    | -                    |                      |                      |
| 2018-2019  | Stars du Texas         | LAH        | 57  | 20               | 28               | 48               | 12               | -                | - | -                    | -                    | -                    |                      |                      |
| 2019-2020  | Stars de Dallas        | LNH        | 64  | 20               | 9                | 29               | 13               | 27               | 9 | 8                    | 17                   | 2                    |                      |                      |
| 2019-2020  | Stars du Texas         | LAH        | 2   | 3                | 0                | 3                | 0                | -                | - | -                    | -                    | -                    |                      |                      |
| 2020-2021  | Stars de Dallas        | LNH        | 55  | 12               | 18               | 30               | 21               | -                | - | -                    | -                    | -                    |                      |                      |
| 2021-2022  | Stars de Dallas        | LNH        | 73  | 11               | 20               | 31               | 16               | 5                | 0 | 0                    | 0                    | 0                    |                      |                      |
| 2022-2023  | Stars de Dallas        | LNH        | 43  | 2                | 7                | 9                | 4                | -                | - | -                    | -                    | -                    |                      |                      |
| 2022-2023  | Canadiens de Montréal  | LNH        | 23  | 5                | 3                | 8                | 6                | -                | - | -                    | -                    | -                    |                      |                      |
| 2023-2024  | Admirals de Milwaukee  | LAH        | 27  | 12               | 18               | 30               | 8                | -                | - | -                    | -                    | -                    |                      |                      |
| 2023-2024  | Predators de Nashville | LNH        | 14  | 1                | 1                | 2                | 0                | -                | - | -                    | -                    | -                    |                      |                      |
| 2023-2024  | Flyers de Philadelphie | LNH        | 4   | 0                | 0                | 0                | 0                | -                | - | -                    | -                    | -                    |                      |                      |
| 2024-2025  | HK CSKA Moscou         | KHL        | 62  | 22               | 14               | 36               | 15               | 6                | 0 | 1                    | 1                    | 4                    |                      |                      |
| Totaux LNH | Totaux LNH             | Totaux LNH | 298 | 52               | 61               | 113              | 60               | 32               | 9 | 8                    | 17                   | 2                    |                      |                      |

### En équipe nationale
| Année | Compétition                          |   | PJ | B | A | Pts | Pun | +/-                |  | Résultat |
| 2015  | Championnat du monde moins de 18 ans | 5 | 6  | 1 | 7 | 4   | +3  | Cinquième place    |  |          |
| 2017  | Championnat du monde junior          | 7 | 4  | 3 | 7 | 2   | +3  | Médaille de bronze |  |          |